# محافظة نانا مامبيري
محافظة نانا مامبيري هي محافظة في جمهورية أفريقيا الوسطى، بلغ عدد سكانها 233٬666  نسمة، في 2003، عاصمتها بوار (جمهورية أفريقيا الوسطى)، تبلغ مساحتها 26٬600 كيلومتر مربع.

## الموقع
تشترك في الحدود مع:
- محافظة أوهام-بيندي
- أومبلامبوكو
- مامبرة كاديي.